# Pedrinho Rodrigues
Pedro Airton da Costa Rodrigues mais conhecido como Pedrinho Rodrigues (Aracaju, 1936 – 1996) foi um cantor e compositor brasileiro.
Pedrinho começou a cantar na Rádio Liberdade, de Aracaju, e em 1961 ele alcançou projeção ao ser descoberto por Nilo Sérgio, da gravadora Musidisc, inicialmente como integrante do conjunto do pianista Ed Lincoln. Em 1968 fez parte do grupo A Turma da Pilantragem.
Ele ficou particularmente conhecido por sua contribuição ao gênero do Sambalanço.

## Discografia
Rodrigues lançou diversos discos solo e contribuiu para outros durante sua carreira. Os principais são:
- 1961 - Ed Lincoln, seu piano e seu órgão espetacular (Musidisc)
- 1961 - Sax de Ouro – Zito Righ e sua orquestra (Musidisc)
- 1962 - Tem que balançar (Musidisc)
- 1962 - Natal alegre (Musidisc)
- 1963 - Pedrinho Rodrigues (Musidisc)
- 1963 - Seu órgão espetacular (Musidisc)
- 1968 - O sambista Pedrinho Rodrigues (Odeon)
- 1968 - Turma da Pilantragem (Philips Records)
- 1972 - Brasil… Sambe ou se mande – Pedrinho Rodrigues e Os Nacionais (Equipe)
- 1973 - Brasil… Sambe ou se mande – Volume 2 – Pedrinho Rodrigues e Os Nacionais (Equipe)
- 1973 - Estão voltando os bons tempos (Equipe)
- 1973 - Brasil… Sambe ou se mande – Volume 4 – Pedrinho Rodrigues e Os Nacionais (Equipe)
- 1974 - Adeus Guanabara – Pedrinho Rodrigues e Conjunto Samba Som Sete
- 1976 - Samba é Bom Assim (Padrão)
- 1978 - Só samba falooou!… – Vol. 5 (Tapecar)
- 1983 - Geraldo Pereira – Pedrinho Rodrigues e Bebel Gilberto (Funarte)
- 1987 - Pedrinho Rodrigues (Recarey)